# Rumex aureostigmaticus
Rumex aureostigmaticus är en slideväxtart som beskrevs av Komarov. Rumex aureostigmaticus ingår i släktet skräppor, och familjen slideväxter. Inga underarter finns listade i Catalogue of Life.